# José Campos de Figueiredo
José Campos de Figueiredo (Cernache, Coimbra, Portugal 6 de Maio de 1899 — Coimbra,Portugal, 28 de Novembro de 1965) foi um poeta, ensaísta e dramaturgo português. O poeta utilizou como pseudónimo o nome Paulo Prates.

## Biografia
José Campos de Figueiredo nasceu a 6 de Maio de 1899 em Cernache, concelho de Coimbra.
Campos de Figueiredo foi director da revista Conímbriga e da revista Tríptico, tendo ainda colaborado na Gazeta de Coimbra, no Instituto de Coimbra, no Diário de Coimbra, na revista de poesia Altura (1945). e ainda na revista Prisma (1936-1941).

## Obras
Segundo o escritor e poeta David Mourão-Ferreira a obra de Campos de Figueiredo situa-se "muito à margem de escolas literárias, indiferente a seus tabus, ídolos e superstições".
José Campos de Figueiredo faleceu em Coimbra, a 28 de Novembro de 1965.

## Obras literárias

### Poesia
- 1916 - Carta do desterro
- 1922 - Jardim fechado
- 1934 - Poemas do instante e do eterno
- 1939 - Reino de Deus
- 1942 - Navio na montanha
- 1947 - Obed
- 1950 - Poesie
- 1952 - Caim
- 1959 - Canções do figueiral
- 1962 - Santa Luzia
- 1963 - O necessário encontro
- 1963 - Augúrio do Infante

### Biografias
- 1943 - Biografia literária de Manuel da Silva Gaio

### Teatro
- 1942 O primeiro milagre de Jesus

### Ensaio
- 1956 - A actual poesia portuguesa
- 1958 - Cancioneiro do amor, imagem do dia

## Prémios literários
- Prémio Antero de Quental (poesia) com Navio na Montanha[1]
- 1947 - Prémio Ricardo Malheiros com Obed[1]